# Egebjerg Fodbold
Egebjerg Fodbold har flere spillesteder, men klubhuset Ulbølle Stadion er beliggende på Rødkildevej 1, Ulbølle, 5762 V. Skerninge. Klubben har et hold placeret i Fyns serie 1.

## Ekstern kilde/henvisning
- Egebjerg Fodbolds officielle hjemmeside Arkiveret 25. december 2007 hos  Wayback Machine
- S1 2007, pulje 1 Arkiveret 19. februar 2008 hos  Wayback Machine